# Klassismus (Buch)
Klassismus. Eine Einführung ist eine 2009 durch Andreas Kemper und Heike Weinbach im Unrast Verlag veröffentlichte Monographie.
Angelehnt an Begriffe wie Sexismus, Rassismus usw. sei der Klassismus eine Form der Diskriminierung und Unterdrückung. Die Autoren gehen auf die Ursprünge und die Theorie in den USA ein, beschreiben die historischen Widerstandskulturen und diskutieren den Klassismus im Kontext von Psychologie und Psychotherapie. Vor dem Ausblick werden umstrittene Felder vorgestellt.
Das Buch wurde u. a. auf dieStandard.at sowie in den Zeitschriften analyse & kritik, Express, Grundrisse, Quer denken, lesen, schreiben und Widersprüche besprochen. Nach Gudrun Perko führt es erstmals im deutschsprachigen Raum in die Thematik „Klassismus“ ein. Es habe eine deutlich sichtbarere Begriffsverbreitung stattgefunden. Auch ein Reader des Deutschen Roten Kreuzes betont die Pionierarbeit der Forscher auf dem Gebiet. Das Buch wird überdies zu den wenigen Arbeiten überhaupt gerechnet, die im Rahmen von Intersektionalitäts- bzw. Interdependenztheorien die Klasse thematisieren. Als stimmig wird die Einführung durch Heide Hammer und Utta Isop beurteilt.

## Ausgabe
- Andreas Kemper, Heike Weinbach: Klassismus: Eine Einführung. Unrast, Münster 2009, ISBN 978-3-89771-467-0.